# Jorge Torales
Jorge Arnaldo Torales (Asunción, Paraguay, 1 de junio de 1984) es un futbolista paraguayo. Juega como delantero y recientemente acordó con el 3 de Febrero

## Clubes
| Club                           | País      | Año     | Campeonato                   | Partidos y goles |  |
| ------------------------------ | --------- | ------- | ---------------------------- | ---------------- |  |
| Trinidense                     | Paraguay  | 2000/01 | Segunda División             | -                |  |
| Chacarita Jrs                  | Argentina | 2001/04 | Primera División             | 51 - 6           |  |
| Guaraní A. Franco              | Argentina | 2004/05 | Argentino "B"                | 10 - 3           |  |
| Estudiantes (Bs As)            | Argentina | 2005/06 | Primera B                    | 19 - 5           |  |
| Olmedo                         | Ecuador   | 2006/07 | Primera División             | 46 - 17          |  |
| Olimpo de Bahía Blanca         | Argentina | 2007/08 | Primera División             | 1(3) - 1         |  |
| C.D. Cuenca                    | Ecuador   | 2008/09 | Primera División             | 16 - 8           |  |
| Emelec                         | Ecuador   | 2009    | Primera División             | 21 - 2           |  |
| Everton de Viña del Mar        | Chile     | 2010    | Primera División Chilena     | 7 - 1            |  |
| Club Nacional (Paraguay)       | Paraguay  | 2011    | Primera División Paraguaya   |                  |  |
| 3 de Febrero                   | Paraguay  | 2011    | Primera División Paraguaya   |                  |  |
| Racing Club de Gral. Madariaga | Argentina | 2017    | Liga Madariaguense de Fútbol |                  |  |